# Dansk Melodi Grand Prix 1964
Dansk Melodi Grand Prix 1964 var det ottende Danske Melodi Grand Prix, og fandt sted 15. februar 1964 i Tivolis Koncertsal i København. Værten var Bent Fabricius-Bjerre.
Vindersangen blev fundet ved afstemning blandt seerne ved hjælp af brevkort. Vinderen blev "Sangen om dig" sunget af Bjørn Tidmand, som fik 102.171 stemmer, svarende til 43,8 % af de 233.465 afgivne stemmer. Sangen blev nummer 9 i Eurovision Song Contest 1964.
| Nr. | Sang                   | Sanger                         | Sangskriver(e)                  | Stemmer | Placering |
| --- | ---------------------- | ------------------------------ | ------------------------------- | ------- | --------- |
| 1   | Mit private Grand Prix | Else & Preben Oxbøl            | Bjarne Hoyer, Ida og Bent From  | ?       | 4         |
| 2   | Sangen om dig          | Bjørn Tidmand                  | Aksel V. Rasmussen & Mogens Dam | 102.171 | 1         |
| 3   | Der er en forskel      | Vivian & Berit                 | Sven Ulrik & Peter Mynte        | 80.027  | 2         |
| 4   | Vi taler samme sprog   | Raquel Rastenni                | Otto Lington & Victor Skaarup   | ?       | -         |
| 5   | Stress                 | Otto Brandenburg               | Børge Nordlund & Ulrich Ravnbøl | ?       | -         |
| 6   | Nattens Melodi         | Grethe Mogensen                | Eric Christiansen & Anni Weimar | ?       | -         |
| 7   | Ugler i mosen          | Grethe Sønck & Gustav Winckler | Otto Francker & Volmer Sørensen | ?       | -         |
| 8   | Shangri-La             | Dario Campeotto                | Vilfred Kjær & Sven Bueman      | 15.721  | 3         |
| 9   | Polka in G.P.          | Grethe Thordahl & Frederik     | Hans Schreibe & Preben Kaas     | ?       | -         |

## Eksterne kilder og henvisninger
- Dansk Melodi Grand Prix 1964 (Webside ikke længere tilgængelig)
- Politiken, 23. februar 1964, s. 7.

| Musik | Spire Denne musikartikel er en spire som bør udbygges. Du er velkommen til at hjælpe Wikipedia ved at udvide den. |